# Élections fédérales allemandes de 2009
L'élection de la 17e législature du Bundestag, chambre basse du Parlement allemand, a eu lieu le 27 septembre 2009.

## Organisation
Système électoral

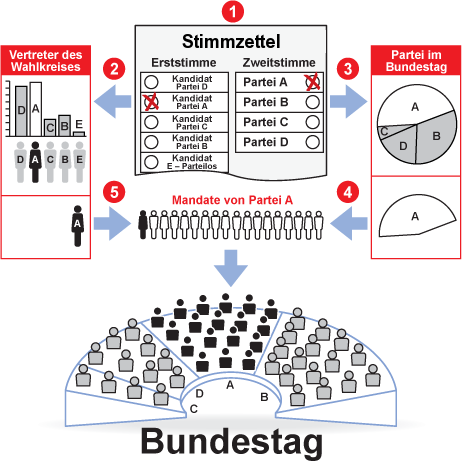
Schéma illustrant le fonctionnement du système électoral allemand.

En théorie, la 17e législature du Bundestag allemand, dont le mandat de quatre ans commence en 2009, doit compter 598 membres élus par un système mixte uninominal majoritaire – liste proportionnelle, à finalité proportionnelle. En pratique, si la part uninominale est trop disproportionnée, le nombre de sièges augmente et la répartition n'est pas exactement proportionnelle.
Il y a deux voies d'accès lors du seul tour de scrutin :
- Une première moitié est élue au scrutin uninominal majoritaire à un tour au sein d'une circonscription (premier vote ou Erststimme).
- Une deuxième moitié est élue au scrutin proportionnel plurinominal, les listes étant nationales et bloquées (second vote ou Zweitstimme).

Cependant, le mode de répartition des sièges suit, indépendants exceptés, les disproportions du premier vote. C'est une proportionnelle compensatoire, qui soustrait au nombre d'élus auquel aurait droit chaque parti proportionnellement au second vote, ceux déjà élus via le premier vote.
De plus, sont admis à la répartition proportionnelle l'ensemble des partis politiques ayant rassemblé au niveau national au moins 5 % des suffrages exprimés (deuxième vote), mais aussi ceux qui malgré leur part ont gagné trois circonscriptions (premier vote).
De sorte que la part proportionnelle corrige les effets du scrutin majoritaire (bipartisme et disproportions) tout en en gardant des traits (stabilité, plébiscite local). La composition en sièges correspond aussi exactement que possible aux scores obtenus par les partis.
Le problème vient des sièges surnuméraires (Überhangsmandate). En effet, si un parti remporte plus de sièges via le premier vote qu'il ne devrait en recevoir au vu du second, il y a disproportion, puisque les vainqueurs de circonscriptions ne peuvent se voir retirer leur mandat. C'est d'autant plus fréquent que la compensation n'est pas fédérale. Par exemple, la CSU, en 2009, a remporté les 45 circonscriptions de Bavière, soit 50 % des sièges bavarois, mais n'a remporté que 42,6 % des voix, ou 46,5 % une fois retirés les micro-partis. Cela lui donne droit à 42 sièges. Au lieu d'en retirer trois à la CSU (inéquitable), ou d'en ajouter 3 ou 4 aux autres partis au niveau national (pas de liste nationale), rien n'est effectué : il y a trois Überhangsmandate en Bavière.
Cela ne pose pas de problème dans les Landtage des États fédérés, car le surnombre est compensé par un surnombre, c'est-à-dire que le nombre de sièges peut fortement varier. Mais au niveau fédéral, les sièges surnuméraires qui s'ajoutent aux 598 sièges de base ajoutent forcément à la disproportion.
Législature (durée)
Des personnalités politiques de différents partis ont proposé l’allongement de la durée des législatures de quatre à cinq ans. Une telle réforme de la Loi fondamentale n’entrerait cependant en vigueur qu’au début de la prochaine législature, c’est-à-dire qu’elle ne pourrait s’appliquer aux prochaines élections.

## Enjeux
Ce scrutin pouvait faire prendre un tournant historique à l'Allemagne, en laissant augurer d'un renforcement du multipartisme au détriment des deux grands partis arbitrant habituellement le jeu politique fédéral. Mais un renforcement des partis de droite et de centre-droit était également possible.

### La grande coalition de 2005-2009
Autrefois piliers d'une démocratie allemande reposant sur un bipartisme relatif, l'Union chrétienne-démocrate (CDU) et le Parti social-démocrate (SPD) ont été amenés à former une « grande coalition » à l'issue des élections fédérales de 2005, aucune majorité clairement orientée à droite ou à gauche n'ayant alors put être formée. Disposant d'un nombre pratiquement identiques d'élus au Bundestag, la chambre basse du parlement allemand, les deux partis s'étaient entendus pour laisser échoir la chancellerie fédérale au bloc parlementaire chrétien-démocrate associant la CDU et son aile bavaroise, la CSU, celui-ci disposant du plus grand nombre de députés. Angela Merkel, présidente de la CDU, a donc pris la tête du gouvernement allemand associant sa propre formation aux sociaux-démocrates.

### Vers une nouvelle majorité de droite?

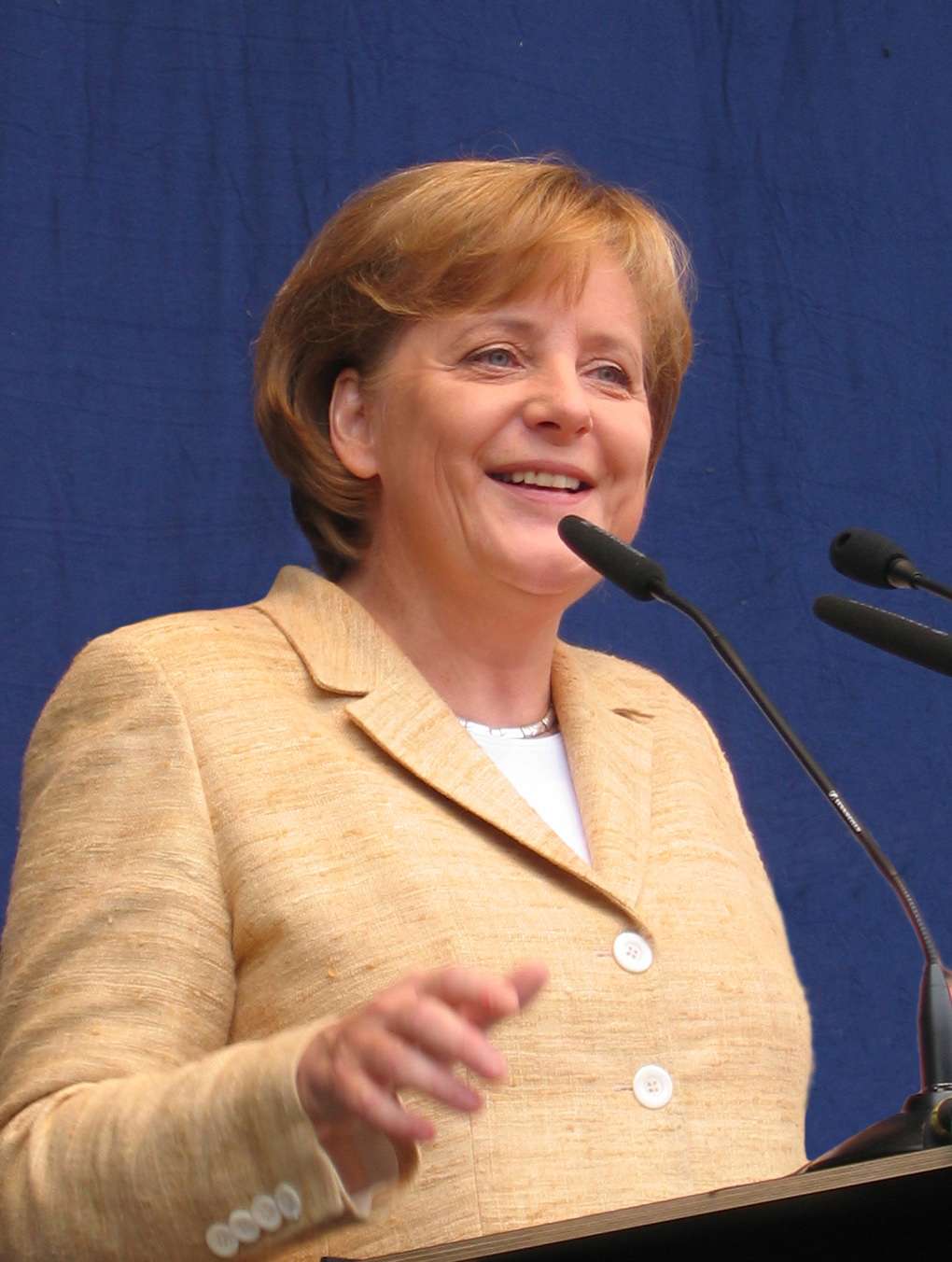
La chancelière sortante, Angela Merkel.

Profitant d'une cote de popularité très élevée, la chancelière sortante compte sur son image pour mettre fin à son accord avec le SPD. Créditée de scores orbitant autour des 35 % par les différentes enquêtes d'opinion, l'union CDU/CSU marque désormais sa préférence pour la formation d'une nouvelle coalition dite « noire-jaune », associant ses deux composantes au Parti libéral-démocrate (FDP). La formation d'une nouvelle majorité fondée sur ce modèle semble être, au vu des différentes enquêtes d'opinion publiées au cours des dernières semaines, l'issue la plus probable à cette élection. Mais ce scénario ne va pas de lui-même. Deux désaccords importants ont opposé la CDU et son parti-frère bavarois, l'Union chrétienne-sociale (CSU) au cours de la campagne électorale. Outre le clivage opposant les deux partis sur la question du système de santé, la CSU reproche au parti d'Angela Merkel, au motif qu'il refuse de concéder d'importantes baisses d'impôt, d'être partiellement responsable de son effondrement lors de l'élection du Landtag (parlement régional) de Bavière, en 2008. Assumant pleinement ces divergences, le parti bavarois est allé jusqu'à présenter son propre programme fiscal, sans l'approbation de la CDU. Ce « programme immédiat pour la croissance et le travail », applicable au cours des cent premiers jours d'une éventuelle coalition noire-jaune, envisage notamment une baisse progressive de l'impôt sur le revenu, une baisse de la TVA, ainsi qu'une baisse de l'impôt sur les sociétés et une diminution des droits de succession. Angela Merkel a tenu à affirmer qu'elle portait de l'intérêt à ces propositions tout en doutant de la possibilité de leur mise en œuvre, et que ces différents ne remettaient pas en question le programme commun du bloc chrétien-démocrate.

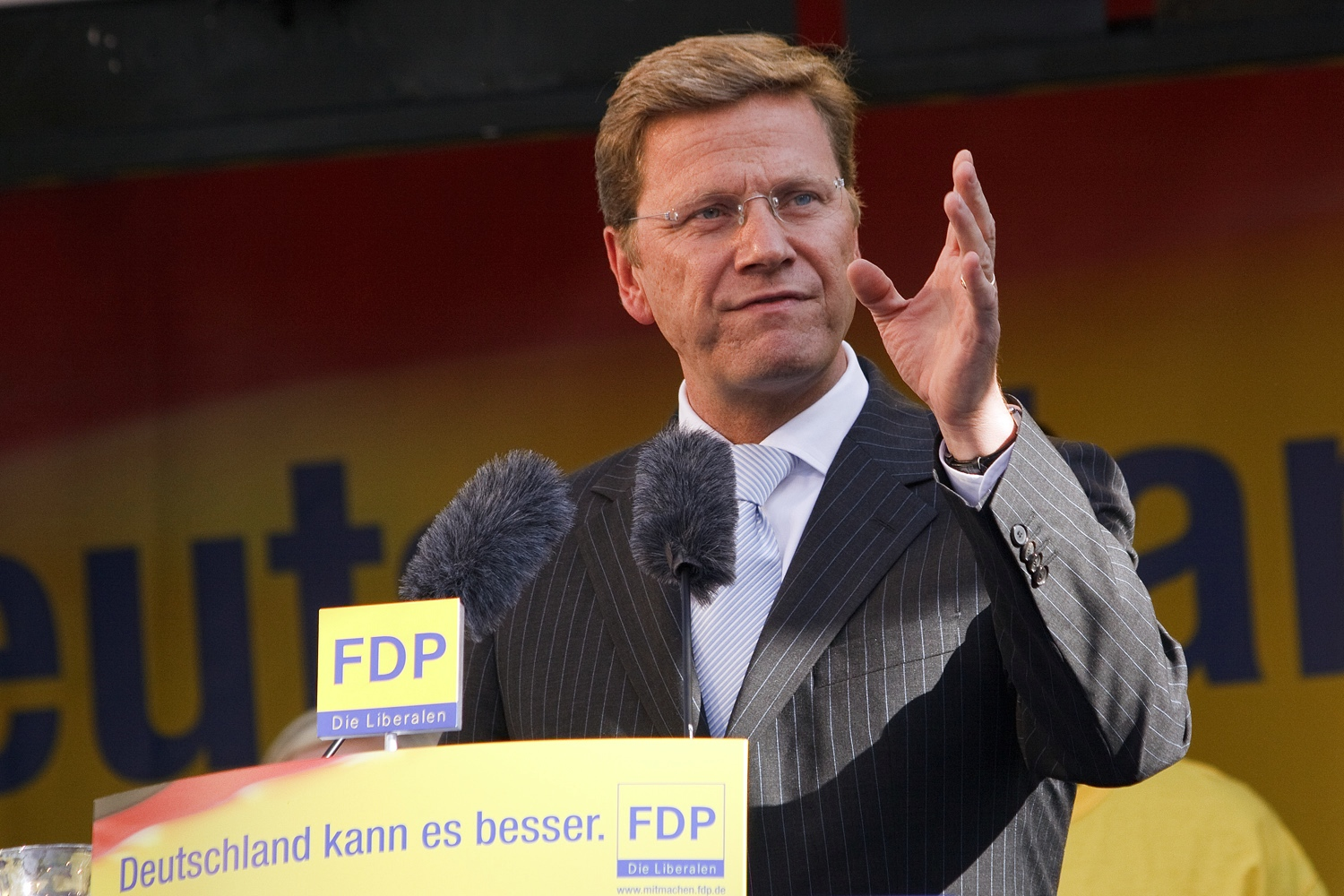
Le président du Parti libéral-démocrate, Guido Westerwelle.

Plusieurs cadres de la CDU ont toutefois reproché à la chancelière de ne pas être assez présente dans la campagne, et de tenir des discours qui manquent de contenu idéologique. Les défaites enregistrées par la CDU en Thuringe et en Sarre lors des élections régionales du mois d'août ont en outre suscité de vives inquiétudes parmi les militants chrétiens-démocrates. Ces derniers comptent sur les bons résultats que promettent les instituts de sondage au FDP, qui semble accroître son capital électoral en récupérant les électeurs les plus libéraux de la CDU rendus sceptiques par l'orientation centriste d'Angela Merkel en matière économique,. Conscients que les accents très néolibéraux de la campagne qu'ils avaient menée en 2005 ont manqué de peu de causer leur défaite, les chrétiens-démocrates préfèrent en effet s'employer à occuper le centre pour ménager la frange modérée de leur électorat. Une stratégie qui tient à cœur à la CSU qui, bien que fermement attachée à l'idée de former une nouvelle coalition avec le FDP, n'hésite pas à critiquer parfois vertement les propositions du dirigeant libéral Guido Westerwelle. Si la CDU est majoritairement acquise à l'idée d'une coalition noire-jaune, ses représentants préfèrent éviter autant que possible le sujet, à tel point que certains cadres du parti conservateur soupçonnent Merkel de ne pas écarter la possibilité d'une reconduction de la grande coalition. Westerwelle a pourtant d'ores et déjà exclu la formation d'une coalition en feu tricolore (SPD-FDP-Verts), le FDP fermant d'emblée la porte à sa participation à une alliance n'incluant pas les partis chrétiens-démocrates.

### La gauche en voie de recomposition

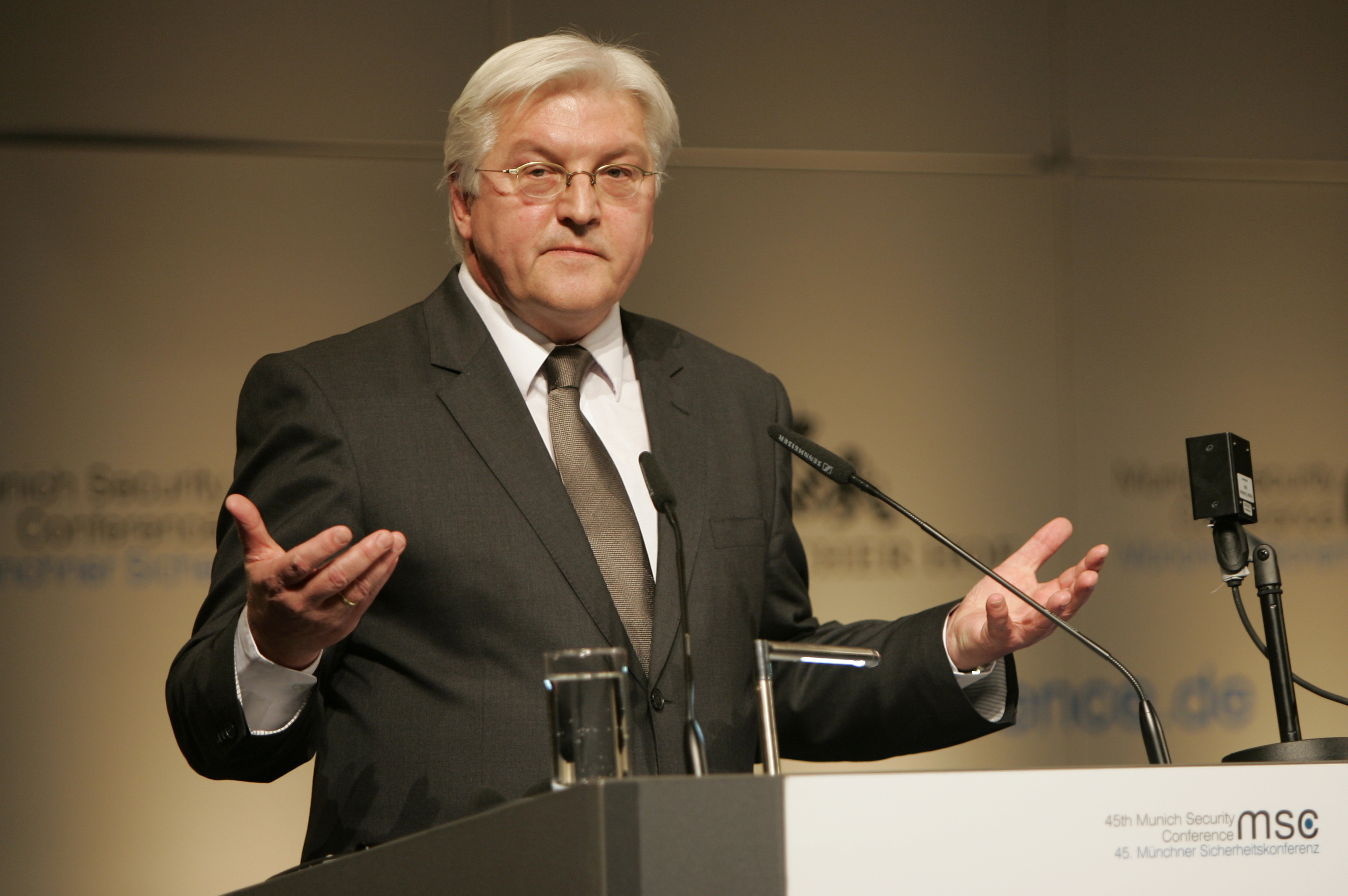
Frank-Walter Steinmeier, candidat social-démocrate à la chancellerie.

En crise depuis la formation de son accord avec les chrétiens-démocrates, le Parti social-démocrate d'Allemagne (SPD) semble, à en croire les instituts de sondage, sur le point d'obtenir le plus mauvais score de son histoire. Fragilisé par son alliance avec les chrétiens-démocrates, qui rend son projet peu audible, par ses crises de leadership à répétition et par la prestance d'Angela Merkel, le SPD perd ses électeurs au profit du parti de gauche Die Linke, mais aussi de ses alliés traditionnels de l'Alliance 90 / Les Verts (écologistes) et, dans une moindre mesure, du FDP. Mené par son président et ministre du travail Franz Müntefering et par son candidat à la chancellerie et ministre des affaires étrangères Frank-Walter Steinmeier, deux proches de l'ancien chancelier fédéral Gerhard Schröder, le SPD doit faire face à de nombreuses incohérences et contradictions. Perturbés par l'irruption sur le spectre politique de Die Linke, les sociaux-démocrates peinent à tenir un discours clair sur leur stratégie d'alliance. S'ils sont favorables à des coalitions rouges-rouges-verts au niveau local, ils rejettent en revanche toute forme d'accord avec le parti de gauche au niveau fédéral. Leur association au bilan d'Angela Merkel contribue également à rendre peu crédibles les propositions formulées tout au long de la campagne, notamment l'idée d'une taxe mondiale sur les transactions financières. Steinmeier s'est en outre vu opposé une fin de non-recevoir de la part du FDP après avoir tendu une perche au parti libéral, avec lequel il a de gros points de désaccord en matière fiscale, ruinant ses espoirs de voir se former une coalition en feu tricolore à l'issue du scrutin.
Un amoncellement de difficultés qui compromettent sérieusement les chances de victoire de la formation sociale-démocrate, qui a perdu beaucoup d'adhérents et plusieurs soutiens importants à quelques semaines de scrutin. Symbole fort, IG Metall, le principal syndicat du pays, a refusé pour la première fois depuis sa création d'appeler à voter pour les candidats du SPD. Les 2,3 millions d'adhérents du syndicat, très hostiles au FDP et de plus en plus nombreux à prendre leur carte au parti Die Linke, appréhendent à l'idée de voir une coalition noire-jaune prendre les rênes du pays, mais bon nombre d'entre eux ne font plus confiance au SPD, même si le président d'IG Metall, Berthold Huber, soutient à titre personnel Frank-Walter Steinmeier.

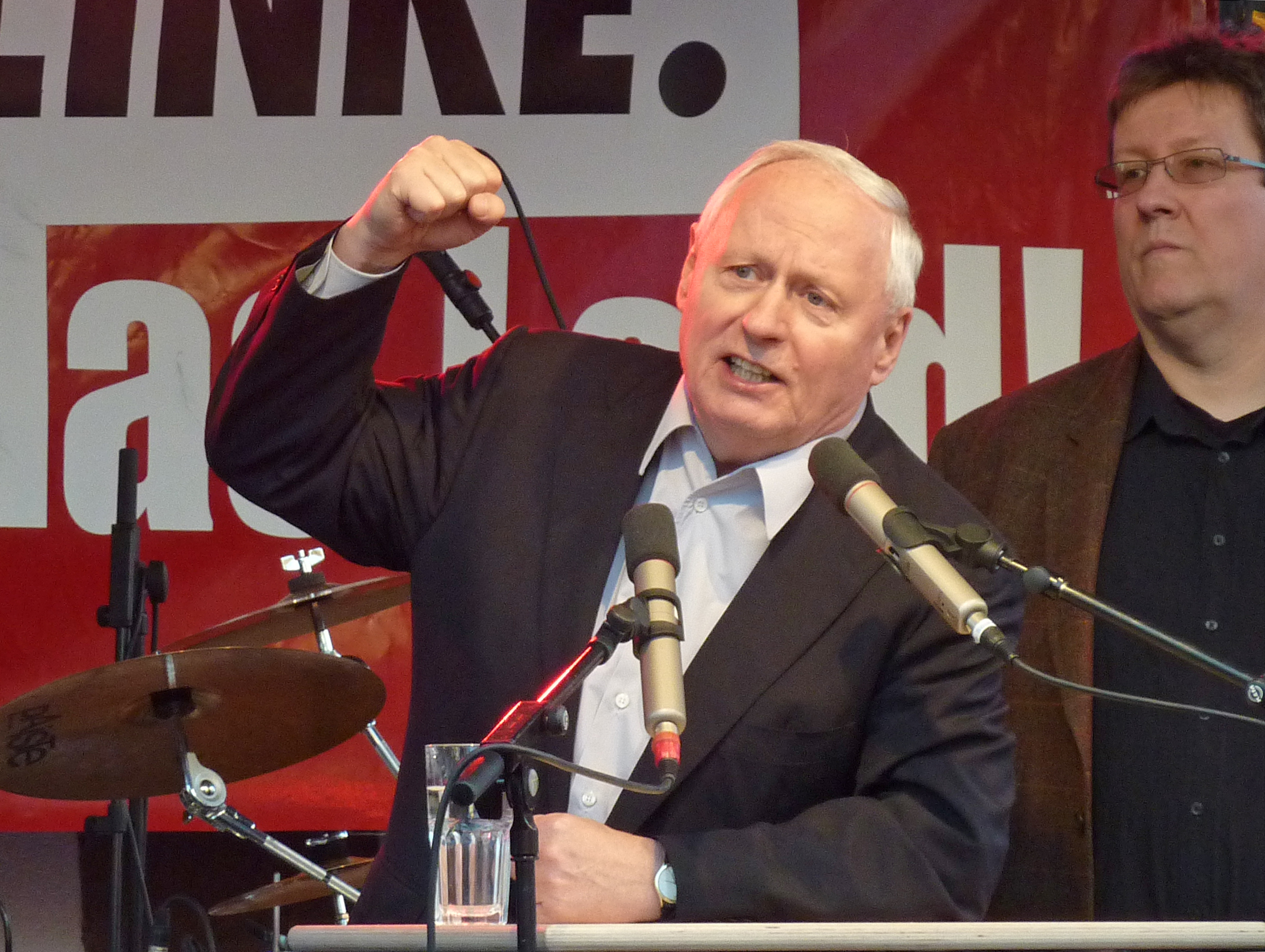
Oskar Lafontaine, coprésident du parti Die Linke en 2011.

Quatre ans après son irruption au premier plan de la scène politique allemande, Die Linke (« La Gauche ») est entrée en campagne sous de bien mauvais auspices. Perclus de courants, cette alliance (juillet 2005) puis parti (juin 2007) né de la fusion entre le PDS (ex-communistes d'Allemagne de l'Est) et la WASG (scission de l'aile gauche du SPD) est depuis des mois sous le coup de fortes divisions internes. Ses tendances ont en effet du mal à s'accorder sur les questions stratégiques et de méthode. La majorité, acquise à la cause du candidat à la chancellerie, Oskar Lafontaine, est favorable à une alliance avec le SPD à condition qu'il opère un net virage à gauche. L'aile gauche, en revanche, est hostile à toute forme d'alliance et certains de ses éléments rejettent même l'idée de participer à l'exercice du pouvoir dans le cadre d'une coalition. La fulgurante percée de Lafontaine en Sarre et le maintien des positions du parti à l'est lors des élections régionales du 30 août ont toutefois relancé la campagne du parti de gauche, qui profite en outre de l'hostilité d'une majorité de la population à l'engagement des troupes allemandes en Afghanistan. Die Linke est en effet le seul parti à réclamer un retour au pays des soldats dépêchés sur place.

## Sondages

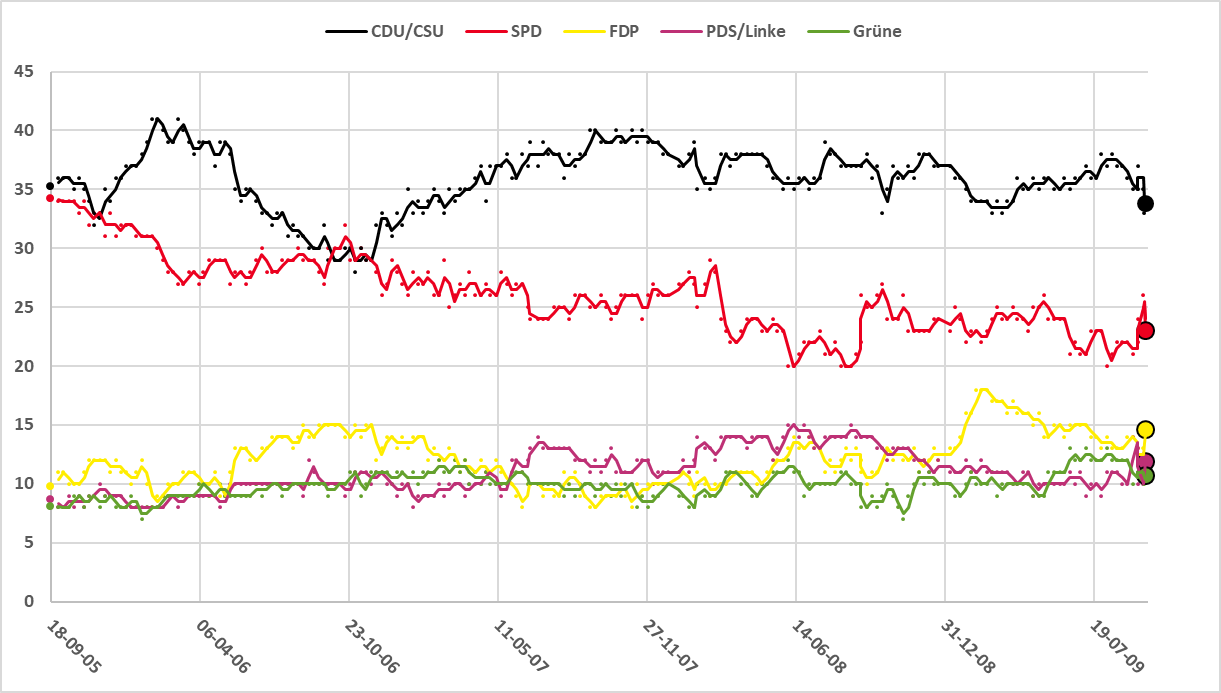

| Institut                | Date       | CDU/CSU | SPD    | FDP    | Die Linke | Verts  |
| ----------------------- | ---------- | ------- | ------ | ------ | --------- | ------ |
| Forsa                   | 25/09/2009 | 33,0 %  | 25,0 % | 14,0 % | 12,0 %    | 10,0 % |
| INFO GmbH               | 23/09/2009 | 34,0 %  | 27,0 % | 12,0 % | 12,0 %    | 10,0 % |
| Forsa                   | 23/09/2009 | 35,0 %  | 26,0 % | 13,0 % | 10,0 %    | 11,0 % |
| Allenbach               | 22/09/2009 | 35,0 %  | 24,0 % | 13,5 % | 11,5 %    | 11,0 % |
| GMS                     | 18/09/2009 | 36,0 %  | 25,0 % | 13,0 % | 11,0 %    | 11,0 % |
| Forschungsgruppe Wahlen | 18/09/2009 | 36,0 %  | 25,0 % | 13,0 % | 11,0 %    | 10,0 % |
| Emnid                   | 17/09/2009 | 35,0 %  | 25,0 % | 13,0 % | 12,0 %    | 11,0 % |
| Infratest dimap         | 17/09/2009 | 35,0 %  | 26,0 % | 14,0 % | 11,0 %    | 10,0 % |
| Forsa                   | 16/09/2009 | 35,0 %  | 22,0 % | 13,0 % | 13,0 %    | 11,0 % |
| Forsa                   | 16/09/2009 | 37,0 %  | 24,0 % | 12,0 % | 10,0 %    | 11,0 % |
| Allensbach              | 15/09/2009 | 36,0 %  | 22,5 % | 12,5 % | 12,0 %    | 12,0 % |
| Forschungsgruppe Wahlen | 11/09/2009 | 36,0 %  | 23,0 % | 14,0 % | 11,0 %    | 11,0 % |
| Infratest dimap         | 10/09/2009 | 35,0 %  | 23,0 % | 14,0 % | 12,0 %    | 12,0 % |
| Forsa                   | 09/09/2009 | 35,0 %  | 21,0 % | 14,0 % | 14,0 %    | 10,0 % |
| Emnid                   | 09/09/2009 | 35,0 %  | 24,0 % | 13,0 % | 12,0 %    | 12,0 % |
| Allensbach              | 09/09/2009 | 35,0 %  | 22,5 % | 13,0 % | 11,5 %    | 13,0 % |
| Forschungsgruppe Wahlen | 04/09/2009 | 37,0 %  | 23,0 % | 15,0 % | 10,0 %    | 11,0 % |
| Emnid                   | 03/09/2009 | 34,0 %  | 26,0 % | 14,0 % | 11,0 %    | 11,0 % |
| Infratest dimap         | 03/09/2009 | 35,0 %  | 23,0 % | 14,0 % | 11,0 %    | 13,0 % |
| Forsa                   | 02/09/2009 | 36,0 %  | 22,0 % | 14,0 % | 10,0 %    | 12,0 % |
| Info GmbH               | 02/09/2009 | 35,0 %  | 23,0 % | 14,0 % | 11,0 %    | 12,0 % |
| Allensbach              | 01/09/2009 | 35,5 %  | 23,0 % | 14,0 % | 9,5 %     | 13,5 % |
| GMS                     | 29.07/2009 | 37,0 %  | 23,0 % | 13,0 % | 9,0 %     | 13,0 % |
| Forschungsgruppe Wahlen | 28/08/2009 | 37,0 %  | 23,0 % | 14,0 % | 9,0 %     | 12,0 % |
| Infratest dimap         | 27/08/2009 | 35,0 %  | 23,0 % | 15,0 % | 10,0 %    | 13,0 % |
| Emnid                   | 26/08/2009 | 36,0 %  | 24,0 % | 14,0 % | 10,0 %    | 12,0 % |
| Dernières élections     | 18/09/2005 | 35,2 %  | 34,2 % | 9,8 %  | 8,7 %     | 8,1 %  |

Selon ces sondages l'Allemagne semble se diriger vers un nouveau gouvernement fédéral de coalition noire-jaune entre la CDU/CSU et le FDP, onze ans après la défaite d'Helmut Kohl. À cet égard, les libéraux paraissent promis à leur meilleur résultat depuis les législatives de 1961, alors que les conservateurs sont crédités d'une certaine stabilité. Tout l'inverse du SPD, dont les enquêtes le créditent de son plus mauvais score depuis la création de la République fédérale. Les Verts et le parti de gauche « Die Linke » semblent pour leur part sur le point d'améliorer leurs performances de 2005 en obtenant plus de 10 % des suffrages exprimés. Ils sont en outre crédités de leurs meilleurs scores depuis leur première candidature au Bundestag (en 1980 pour les verts et en 1991 pour le PDS, ancêtre de Die Linke).

## Résultats

### Résultats détaillés au niveau fédéral
|                                    |                                              |                                              |                  |                  |                  |                  |            |       |       |        |              |               |  |  |
| Partis                             | Partis                                       | Partis                                       | Circonscriptions | Circonscriptions | Circonscriptions | Circonscriptions | Liste      | Liste | Liste | Liste  | Total sièges | +/−           |  |  |
| Partis                             | Partis                                       | Partis                                       | Votes            | %                | Sièges           | +/-              | Votes      | %     | +/-   | Sièges | Total sièges | +/−           |  |  |
|                                    |                                              | Union chrétienne-démocrate d'Allemagne (CDU) | 13 856 674       | 32,04            | 173              | 67               | 11 828 277 | 27,27 | 0,51  | 21     | 194          | 14            |  |  |
|                                    | Union chrétienne-sociale en Bavière (CSU)    | 3 191 000                                    | 7,38             | 45               | 1                | 2 830 238        | 6,53       | 0,86  | 0     | 45     | 1            |               |  |  |
| Total Unions chrétiennes (CDU/CSU) | Total Unions chrétiennes (CDU/CSU)           | 17 047 674                                   | 39,42            | 218              | 68               | 14 658 515       | 33,80      | 1,37  | 21    | 239    | 13           |               |  |  |
|                                    | Parti social-démocrate d'Allemagne (SPD)     | Parti social-démocrate d'Allemagne (SPD)     | 12 079 758       | 27,93            | 64               | 81               | 9 990 488  | 23,03 | 11,22 | 82     | 146          | 76            |  |  |
|                                    | Parti libéral-démocrate (FDP)                | Parti libéral-démocrate (FDP)                | 4 076 496        | 9,43             | 0                | en stagnation    | 6 316 080  | 14,56 | 4,73  | 93     | 93           | 32            |  |  |
|                                    | Parti de gauche (Die Linke)                  | Parti de gauche (Die Linke)                  | 4 791 124        | 11,08            | 16               | 13               | 5 155 933  | 11,89 | 3,18  | 60     | 76           | 22            |  |  |
|                                    | Alliance 90 / Les Verts (Grünen)             | Alliance 90 / Les Verts (Grünen)             | 3 977 125        | 9,20             | 1                | en stagnation    | 4 643 272  | 10,71 | 2,59  | 67     | 68           | 17            |  |  |
|                                    | Parti des pirates (Piraten)                  | Parti des pirates (Piraten)                  | 46 770           | 0,11             | 0                | en stagnation    | 847 870    | 1,95  | Nv.   | 0      | 0            | en stagnation |  |  |
|                                    | Parti national-démocrate d'Allemagne (NPD)   | Parti national-démocrate d'Allemagne (NPD)   | 768 442          | 1,78             | 0                | en stagnation    | 635 525    | 1,47  | 0,11  | 0      | 0            | en stagnation |  |  |
|                                    | Parti de protection des animaux (Tierschutz) | Parti de protection des animaux (Tierschutz) | 16 887           | 0,04             | 0                | en stagnation    | 230 872    | 0,53  | 0,30  | 0      | 0            | en stagnation |  |  |
|                                    | Les Républicains (REP)                       | Les Républicains (REP)                       | 30 061           | 0,07             | 0                | en stagnation    | 193 396    | 0,45  | 0,11  | 0      | 0            | en stagnation |  |  |
|                                    | Parti écologiste-démocrate (ÖDP)             | Parti écologiste-démocrate (ÖDP)             | 105 653          | 0,24             | 0                | en stagnation    | 132 249    | 0,30  | Abs.  | 0      | 0            | en stagnation |  |  |
|                                    | Parti des familles d'Allemagne (FAMILIE)     | Parti des familles d'Allemagne (FAMILIE)     | 17 848           | 0,04             | 0                | en stagnation    | 120 718    | 0,28  | 0,13  | 0      | 0            | en stagnation |  |  |
|                                    | Alliance 21 (B21)                            | Alliance 21 (B21)                            | 37 946           | 0,09             | 0                | en stagnation    | 100 605    | 0,23  | Nv.   | 0      | 0            | en stagnation |  |  |
|                                    | Parti des retraités (RENTNER)                | Parti des retraités (RENTNER)                |                  |                  |                  |                  | 56 399     | 0,13  | Nv.   | 0      | 0            | en stagnation |  |  |
|                                    | Parti bavarois (BP)                          | Parti bavarois (BP)                          | 32 324           | 0,07             | 0                | en stagnation    | 48 311     | 0,11  | 0,03  | 0      | 0            | en stagnation |  |  |
|                                    | Union populaire allemande (DVU)              | Union populaire allemande (DVU)              |                  |                  |                  |                  | 45 752     | 0,11  | Abs.  | 0      | 0            | en stagnation |  |  |
|                                    | Autres                                       | Autres                                       | 80 617           | 0,19             | 0                | en stagnation    | 195 205    | 0,45  | —     | 0      | 0            | en stagnation |  |  |
|                                    | Indépendants                                 | Indépendants                                 | 139 275          | 0,32             | 0                | en stagnation    |            |       |       |        | 0            | en stagnation |  |  |
|                                    |                                              |                                              |                  |                  |                  |                  |            |       |       |        |              |               |  |  |
| Votes valides                      | Votes valides                                | Votes valides                                | 43 248 000       | 98,28            |                  |                  | 43 371 190 | 98,56 |       |        |              |               |  |  |
| Votes blancs et nuls               | Votes blancs et nuls                         | Votes blancs et nuls                         | 757 575          | 1,72             | 634 385          | 1,44             |            |       |       |        |              |               |  |  |
| Total                              | Total                                        | Total                                        | 44 005 575       | 100              | 299              | en stagnation    | 44 005 575 | 100   | —     | 323    | 603          | 19            |  |  |
| Abstention                         | Abstention                                   | Abstention                                   | 18 162 914       | 29,22            |                  |                  | 18 162 914 | 29,22 |       |        |              |               |  |  |
| Inscrits/Participation             | Inscrits/Participation                       | Inscrits/Participation                       | 62 168 489       | 70,78            | 62 168 489       | 70,78            |            |       |       |        |              |               |  |  |

### Résultats au niveau des länder

Résultats par Land

CDU-CSU vote
SPD vote
FDP vote
Linke vote
Grüne vote
PIRATEN vote

| Land                               | CDU/CSU | SPD    | FDP    | Die Linke | Verts  | Pirate | NPD   | Autres |
| ---------------------------------- | ------- | ------ | ------ | --------- | ------ | ------ | ----- | ------ |
| Bade-Wurtemberg                    | 34,5 %  | 19,3 % | 18,8 % | 7,2 %     | 13,9 % | 2,1 %  | 1,1 % | 3,1 %  |
| Basse-Saxe                         | 33,2 %  | 29,3 % | 13,3 % | 8,6 %     | 10,7 % | 2,0 %  | 1,2 % | 1,7 %  |
| Bavière                            | 42,6 %  | 16,8 % | 14,7 % | 6,5 %     | 10,8 % | 2,0 %  | 1,3 % | 5,3 %  |
| Berlin                             | 22,8 %  | 20,2 % | 11,5 % | 20,2 %    | 17,4 % | 3,4 %  | 1,6 % | 2,9 %  |
| Brandebourg                        | 23,6 %  | 25,1 % | 9,3 %  | 28,5 %    | 6,1 %  | 2,5 %  | 2,6 % | 2,3 %  |
| Brême                              | 23,9 %  | 30,3 % | 10,6 % | 14,2 %    | 15,4 % | 2,4 %  | 1,1 % | 2,1 %  |
| Hambourg                           | 27,9 %  | 27,4 % | 13,2 % | 11,2 %    | 15,6 % | 2,6 %  | 0,9 % | 1,2 %  |
| Hesse                              | 32,2 %  | 25,6 % | 16,6 % | 8,5 %     | 12,0 % | 2,1 %  | 1,1 % | 1,9 %  |
| Mecklembourg-Poméranie-Occidentale | 33,2 %  | 16,6 % | 9,8 %  | 29,0 %    | 5,5 %  | 2,3 %  | 3,3 % | 0,3 %  |
| Rhénanie-du-Nord-Westphalie        | 33,1 %  | 28,5 % | 14,9 % | 8,4 %     | 10,1 % | 1,7 %  | 0,9 % | 2,4 %  |
| Rhénanie-Palatinat                 | 35,0 %  | 23,8 % | 16,6 % | 9,4 %     | 9,7 %  | 1,9 %  | 1,2 % | 2,4 %  |
| Sarre                              | 30,7 %  | 24,7 % | 11,9 % | 21,2 %    | 6,8 %  | 1,5 %  | 1,3 % | 1,9 %  |
| Saxe                               | 35,6 %  | 14,6 % | 13,3 % | 24,5 %    | 6,7 %  | 0,0 %  | 4,0 % | 1,3 %  |
| Saxe-Anhalt                        | 30,1 %  | 16,9 % | 10,3 % | 32,4 %    | 5,1 %  | 2,4 %  | 2,2 % | 0,6 %  |
| Schleswig-Holstein                 | 32,2 %  | 26,8 % | 16,3 % | 7,9 %     | 12,7 % | 2,1 %  | 1,1 % | 0,9 %  |
| Thuringe                           | 31,2 %  | 17,6 % | 9,8 %  | 28,8 %    | 6,0 %  | 2,5 %  | 3,2 % | 0,9 %  |

- CDU-CSU vote
- SPD vote
- FDP vote
- Linke vote
- Grüne vote
- PIRATEN vote

### Différences régionales
| Résultats dans les anciens Länder %403020100 34,7 %24,2 %15,4 %11,5 %8,3 %2,0 %1,1 %2,8 % CDUSPDFDPVertsLinkePiratesNPDAutresVariation : par rapport à 2005 %p 6 4 2 0 -2 -4 -6 -8-10-12 −2,6 %−10,9 %+5,2 %+2,7 %+3,4 %+2,0 %± 0,0 %+0,4 % CDUSPDFDPVertsLinkePiratesNPDAutres | Résultats dans les nouveaux Länder %3020100 29,8 %28,5 %17,9 %10,6 %6,8 %3,1 %1,9 %1,3 % CDULinkeSPDFDPVertsNPDPiratesAutresVariation : par rapport à 2005 %p 6 4 2 0 -2 -4 -6 -8-10-12-14 +4,5 %+3,3 %−12,5 %+2,6 %+1,6 %−0,5 %+1,9 %−0,9 % CDULinkeSPDFDPVertsNPDPiratesAutres |

| Länder                   | Union  | SPD    | FDP    | Linke  | Grünen | Piraten | NPD   | Autres |
| ------------------------ | ------ | ------ | ------ | ------ | ------ | ------- | ----- | ------ |
| Länder                   |        |        |        |        |        |         |       |        |
| Anciens Länder (ex-RFA)  | 34,7 % | 24,2 % | 15,4 % | 8,3 %  | 11,5 % | 2,0 %   | 1,1 % | 2,8 %  |
| Nouveaux Länder (ex-RDA) | 29,8 % | 17,9 % | 10,6 % | 28,5 % | 6,8 %  | 1,9 %   | 3,1 % | 1,3 %  |
| Allemagne                | 33,8 % | 23,0 % | 14,6 % | 11,9 % | 10,7 % | 2,0 %   | 1,5 % | 2,5 %  |

### Analyse des résultats

Résultats des premières voix par circonscription.

C'est une victoire en demi-teinte pour l'Union CDU/CSU. Si les partis de la chancelière Angela Merkel arrivent très nettement en tête, il faut remonter aux élections fédérales de 1949 pour trouver un résultat inférieur à celui obtenu en 2009. L'objectif que s'étaient fixés les chrétiens-démocrates est toutefois atteint : avec une très forte majorité de centre droit, ils pourront maintenant gouverner dans le cadre d'une coalition noire-jaune qui devrait à priori faciliter la mise en œuvre de leurs propositions, mettant fin à l'anomalie que constituait la grande coalition en place lors de la législature précédente. Ce basculement à droite de la majorité est en grande partie dû à la forte percée du Parti libéral-démocrate : avec 14,6 % des voix et 93 élus, le FDP obtient le meilleur résultat de son histoire. Les libéraux, membres de pratiquement tous les gouvernements entre 1949 et 1998, sont donc sur le point de revenir au pouvoir après onze ans passés dans l'opposition. La nouvelle configuration de la coalition noire-jaune, au sein de laquelle le FDP n'a jamais été aussi fort par rapport à une Union en perte de vitesse, laisse augurer quelques bouleversements quant à l'orientation du gouvernement issu de cette alliance.
Rejeté dans l'opposition, le Parti social-démocrate (SPD) doit faire face à une chute vertigineuse de plus de onze points et obtient, avec 23 % des voix, son plus mauvais résultat depuis l'instauration de la République fédérale. « C'est un jour amer pour la social-démocratie allemande, il n'y a aucun moyen de présenter favorablement ce résultat » a déclaré Frank-Walter Steinmeier à la suite de la publication des résultats préliminaires. Laminé par la CDU dans le cadre du scrutin uninominal, avec seulement 64 mandats directs, le SPD a perdu plus de dix millions d'électeurs depuis les élections de 1998, qui avaient vu la victoire triomphale de Gerhard Schröder. Cette lourde défaite contraste avec la progression des Verts, qui, en franchissant la barre des 10 %, obtiennent le meilleur résultat de leur histoire à ce type d'élection. Record battu également du côté de Die Linke, qui réalise la meilleure performance du scrutin après le FDP. Avec près de 12 % des suffrages exprimés, le parti de gauche emporte en outre seize mandats directs dans plusieurs länder de l'est du pays, battant de ce fait un autre record, aucun parti n'ayant encore jamais réussi à obtenir autant d'élus au scrutin majoritaire en dehors de la CDU, de la CSU et du SPD.
La très large avance des candidats CDU/CSU sur leurs principaux concurrents fait par ailleurs ressortir un aspect du système électoral jusque-là peu exploité. L'Union a en effet gagné 24 mandats supplémentaires, alors même que le SPD n'en a eu aucun. Cette particularité de la loi électorale donne ici une prime majoritaire relativement conséquente au parti vainqueur, renforçant le côté « mixte » du mode de scrutin sans pour autant remettre en question ses fondements essentiellement proportionnalistes. Cette situation unique permet en outre à la CDU de gagner des élus alors même qu'elle a perdu des voix.